# القصر (شهر)
شهر القصر  (به عربی: القصر) در استان جهرا در کشور کویت واقع شده‌است. جمعیت این شهر ۳۶٫۷۸۳ نفر است.